# Pumpuang Duangjan
Pumpuang Duangjan (พุ่มพวง ดวงจันทร์), nota anche con lo pseudonimo di Pueng (ผึ้ง) (Suphanburi, 4 agosto 1961 – Phitsanulok, 13 giugno 1992), è stata una cantante e attrice thailandese.

## Discografia
- Nak Rong Baan Nok (นักร้องบ้านนอก)
- Noo Mai Roo (หนูไม่เอา)
- Kho Hai Ruai (ขอให้รวย)
- Som Tam (ส้มตำ)
- Nad Phop Na Ampoer (นัดพบหน้าอำเภอ)
- Take Ka Tan Phook Bo (ตั๊กแตนผูกโบว์)
- Anitja Tinger (อนิจจาทิงเจอร์)
- Aai Saang Neon (อายแสงนีออน)

## Filmografia
- 1984 – Chee (ชี)
- 1984 – Nang Sao Ka Thi Sod (นางสาวกะทิสด)
- 1984 – Khoe Thot Tee Thee Rak (ขอโทษที ที่รัก)
- 1984 – Jong Ang Pangad (จงอางผงาด)
- 1985 – Thee Rak Ter Yoo Nai (ที่รัก เธออยู่ไหน)
- 1986 – Mue Puen Khon Mai (มือปืนคนใหม่)
- 1987 – Sanae Nak Rong (เสน่ห์นักร้อง)
- 1987 – Chaloey Rak (เชลยรัก)
- 1987 – Pleng Rak Phleng Puen (เพลงรัก เพลงปืน)
- 1988 – Phet Payak Rat (เพชรพยัคฆราช)